# ادگاردو دی میولا
ادگاردو دی میولا (انگلیسی: Edgardo di Meola; ۲۳ سپتامبر ۱۹۵۰ – ۱۶ نوامبر ۲۰۰۵) بازیکن فوتبال اهل آرژانتین بود.
از باشگاه‌هایی که در آن بازی کرده‌است می‌توان به باشگاه فوتبال ریور پلاته و باشگاه فوتبال اتلتیکو تیگره اشاره کرد.